# Gary Cole
Gary Michael Cole (Park Ridge, Illinois, 20 de septiembre de 1956) es un actor estadounidense. Principalmente actor de televisión, Cole ha trabajado en series como The West Wing, Family Guy, Family Affair, Veep y Midnight Caller.

## Carrera
Estudió actuación en la Illinois State University y formó el grupo de teatro Remains Theatre Ensemble en Chicago con su amigo, el también actor William Petersen.
Participó en la serie The Brady Bunch. El programa se emitió originariamente desde el 26 de septiembre de 1969 hasta el 30 de agosto de 1974 en la cadena estadounidense ABC y posteriormente fue exportada al resto del mundo.
Fue el protagonista de las series American Gothic y Crusade. Encarnó a Bill Lumbergh, el odioso jefe de la película de culto Office Space. 
Se sumó a la segunda temporada la serie Veep de la cadena HBO donde interpretó a Kent Davison, un consultor político que tiene grandes diferencias con la vicepresidenta de los EE. UU. Selina Mayer (Julia Louis-Dreyfus). 

## Vida personal
Cole se casó con la actriz Teddi Siddall el 8 de marzo de 1992. Su hija Mary también se dedica al mundo de la actuación. El 19 de junio de 2017, la pareja anunció que se estaban divorciando. Siddall falleció el 4 de febrero de 2018.
El 7 de julio de 2021 volvió a contraer matrimonio, con Michelle Knapp, una diseñadora de interiores.

## Filmografía

### Cine
| Año  | Título                                      | Personaje                                 | Notas                                                         |
| ---- | ------------------------------------------- | ----------------------------------------- | ------------------------------------------------------------- |
| 1985 | To Live and Die in L.A.                     | Hombre perseguido por Richard Chance      |                                                               |
| 1986 | Lucas                                       | Asistente                                 |                                                               |
| 1993 | In the Line of Fire                         | Agente                                    |                                                               |
| 1995 | The Brady Bunch Movie                       | Mike Brady                                |                                                               |
| 1996 | A Very Brady Sequel                         | Mike Brady                                |                                                               |
| 1997 | Santa Fe                                    | Paul Thomas                               |                                                               |
| 1997 | Gang Related                                | Richard Simms                             |                                                               |
| 1997 | Cyclops, Baby                               | Manks                                     |                                                               |
| 1998 | A Simple Plan                               | Neil Baxter                               |                                                               |
| 1998 | Kiss the Sky                                | Marty                                     |                                                               |
| 1998 | I'll Be Home for Christmas                  | El papá de Jake                           |                                                               |
| 1999 | Office Space                                | Bill Lumbergh                             |                                                               |
| 2000 | The Gift                                    | David Duncan                              |                                                               |
| 2001 | The Rising Place                            | Avery Hodge                               |                                                               |
| 2002 | One Hour Photo                              | Bill Owens                                |                                                               |
| 2002 | I Spy                                       | Carlos                                    |                                                               |
| 2002 | Cadet Kelly                                 | Sir                                       |                                                               |
| 2004 | Win a Date with Tad Hamilton!               | Henry Futch                               |                                                               |
| 2004 | Pop Rocks                                   | Jerry/Dagger                              |                                                               |
| 2004 | Dodgeball: A True Underdog Story            | Cotton McKnight                           |                                                               |
| 2005 | The Ring Two                                | Martin Savide                             |                                                               |
| 2005 | Mozart and the Whale                        | Wallace                                   |                                                               |
| 2005 | Cry Wolf                                    | Mr. Matthews                              |                                                               |
| 2006 | Talladega Nights: The Ballad of Ricky Bobby | Reese Bobby                               |                                                               |
| 2007 | My Wife Is Retarded                         | Doctor Heichman                           | Cortometraje                                                  |
| 2007 | American Pastime                            | Billy Burrell                             |                                                               |
| 2007 | Breach                                      | Rich Garces                               |                                                               |
| 2007 | Goodnight Vagina                            | Dr. Milstein                              | Cortometraje                                                  |
| 2008 | Say Hello to Stan Talmadge                  | Stan Talmadge                             |                                                               |
| 2008 | Conspiracy                                  | Rhodes                                    |                                                               |
| 2008 | Pineapple Express                           | Ted Jones                                 |                                                               |
| 2008 | Forever Strong                              | Entrenador Larry Gelwix                   |                                                               |
| 2009 | Extract                                     | Cliente en el bar                         | No acreditado                                                 |
| 2009 | The Joneses                                 | Larry                                     |                                                               |
| 2010 | DC Showcase: The Spectre                    | Jim Corrigan / The Spectre (voz)          | Cortometraje                                                  |
| 2010 | Batman: Under the Red Hood                  | Bobo, James Gordon, Shot, Guardia (Voces) | Directo a DVD                                                 |
| 2010 | Immortality Bites                           | Dr. Levine                                |                                                               |
| 2011 | Hop                                         | Henry O'Hare                              |                                                               |
| 2011 | The Chicago 8                               | Bill Kunstler                             |                                                               |
| 2011 | The Last Rites of Joe May                   | Lenny                                     |                                                               |
| 2013 | Vamp U                                      | Arthur Levine                             |                                                               |
| 2014 | Date and Switch                             | Dwayne                                    |                                                               |
| 2014 | Tammy                                       | Earl                                      |                                                               |
| 2014 | Cotton                                      | Clay Peaks                                | Hollywood Reel Independent Film Festival Award for Best Actor |
| 2014 | The Town That Dreaded Sundown               | Jefe adjunto Tillman                      |                                                               |
| 2015 | Divine Access                               | Reverendo Guy Roy Davis                   |                                                               |
| 2015 | Christmas Eve                               | Dr. Roberts                               |                                                               |
| 2015 | The Bronze                                  | Stan Greggory                             |                                                               |
| 2016 | Hot Air                                     | Aviador                                   |                                                               |
| 2017 | Small Crimes                                | Dan Pleasant                              |                                                               |
| 2017 | Scooby-Doo! Shaggy's Showdown               | Rafe (voz)                                | Directo a DVD                                                 |
| 2018 | Blockers                                    | Ron                                       |                                                               |
| 2018 | Under the Eiffel Tower                      | Gerard                                    |                                                               |
| 2018 | Unbroken: Path to Redemption                | Dr. George Bailey                         |                                                               |
| 2018 | Seven in Heaven                             | Mr. Wallace                               |                                                               |
| 2019 | The Art of Racing in the Rain               | Don Kitch                                 |                                                               |
| 2019 | Married Young                               | Aaron                                     |                                                               |
| 2020 | Darkness Falls                              | Mark Witver                               |                                                               |
| 2021 | Batman: Death in the Family                 | James Gordon, Dos Caras, Reportero #4     | Voz, Cortometraje                                             |
| 2022 | The Bob's Burgers Movie                     | Sargento Bosco                            | Voz                                                           |
| 2022 | Beavis and Butt-Head Do the Universe        | Phil Mattison                             | Voz                                                           |

### Televisión
| Año                  | Título                                       | Rol                                     | Notas |
| -------------------- | -------------------------------------------- | --------------------------------------- | --- |
| 1983                 | Heart of Steel                               | Lee                                     | Telefilm |
| 1984                 | Fatal Vision                                 | Capitan Jeffrey MacDonald, Médico       | Telefilm |
| 1984                 | American Playhouse                           | Hombre con Árbol de Navidad             | Episodio: "A Matter of Principle" |
| 1985                 | First Steps                                  | Manny                                   | Television film |
| 1985                 | The Twilight Zone                            | Daniel Gaddis                           | Episodio: "Her Pilgrim Soul" |
| 1986                 | Vital Signs                                  | Dr. Hayward                             | Television film |
| 1986                 | Miami Vice                                   | Jackson Crane                           | Episodio: "Trust Fund Pirates" |
| 1986                 | Jack and Mike                                | Chris Sykes                             | Episodio: "Pilot" |
| 1987                 | Moonlighting                                 | Alan McClafferty                        | 2 Episodios |
| 1987                 | Echoes in the Darkness                       | Jack Holtz                              | Telefilm |
| 1988–1991            | Midnight Caller                              | Jack 'Nighthawk' Killian                | 61 Episodios |
| 1989                 | Those She Left Behind                        | Scott Grimes                            | Telefilm |
| 1990                 | The Old Man and the Sea (1990 film)          | Tom Pruitt                              | |
| 1991                 | Son of the Morning Star                      | George Armstrong Custer                 | Telefilm |
| 1993                 | The Switch                                   | Larry McAfee                            | Telefilm |
| 1993                 | When Love Kills: The Seduction of John Hearn | John Hearn                              | Telefilm |
| 1994                 | A Time to Heal                               | Jay Barton                              | Telefilm |
| 1994                 | Twilight Zone: Rod Serling's Lost Classics   | James                                   | Telefilm |
| 1994                 | Fall from Grace                              | Mayor Tom O'Neill                       | Telefilm |
| 1995–1996            | American Gothic                              | Sheriff Lucas Buck                      | 22 Episodios |
| 1996                 | For My Daughter's Honor                      | Pete Nash                               | Telefilm |
| 1997                 | Lies He Told                                 | Dave                                    | Telefilm |
| 1998                 | Dead Man's Gun                               | Travis Everett Thornberry               | Episodio: "The Photographer" |
| 1998                 | The Outer Limits                             | Detective Ray Venable                   | Episodio: "Criminal Nature" |
| 1998                 | From the Earth to the Moon                   | Edgar Mitchell                          | Episodio: "For Miles and Miles" |
| 1999                 | Crusade                                      | Capitan Matthew Gideon                  | 13 Episodios |
| 1999                 | Chicken Soup for the Soul                    | Papá                                    | Episodio: "Where's My Kiss, Then?" |
| 1999–2004            | The Practice                                 | Solomon Tager, Abogado Brian Seabury    | 3 Episodios |
| 2000                 | What About Joan                              | Justin                                  | Episodio: "You Can't Go Home Again" |
| 2000                 | Family Law                                   | Alan                                    | Episodio: "Human Error" |
| 2000                 | Batman Beyond                                | Zeta                                    | Voz, Episodio: "Zeta" |
| 2000                 | Touched by an Angel                          | Charlie Radcliff                        | Episodio: "Pandora's Box" |
| 2000                 | Frasier                                      | Luke Parker                             | Episodio: "The New Friend" |
| 2000–2007            | Harvey Birdman, Attorney at Law              | Harvey Birdman, Voces adicionales       | Voz, 39 Episodios |
| 2000–present         | Family Guy                                   | Director Shepherd, Voces adicionales    | Voz, 82 Episodio |
| 2001                 | Neurotic Tendencies                          |                                         | Episodio: "Piloto" |
| 2001                 | Justice League                               | J. Allen Carter                         | Voz, Episodio: "Secret Origins" |
| 2002, 2004           | Teamo Supremo                                | Mr. Vague                               | Voz, 2 Episodios |
| 2002                 | American Adventure                           | Chuck                                   | Telefilm |
| 2002                 | Cadet Kelly                                  | General de Brigada Joe "Sir" Maxwell    | Telefilm |
| 2002                 | The Brady Bunch in the White House           | Mike Brady                              | Telefilm |
| 2002–2003            | Family Affair                                | Bill Davis                              | 15 Episodios |
| 2002–2007            | Kim Possible                                 | Dr. James Possible                      | Voz, 40 Episodios |
| 2003                 | Criminology 101                              | Roy Franks                              | Episodio: "Pilot" |
| 2003                 | Hack                                         | Johnny Scanlon                          | Episodio: "Brothers in Arms" |
| 2003                 | Monk                                         | Dexter Larson                           | Episodio: "Mr. Monk Meets the Playboy" |
| 2003                 | Karen Sisco                                  | Konner                                  | 2 Episodios |
| 2003                 | Kim Possible: A Sitch in Time                | Dr. James Possible                      | Voz, Telefilm |
| 2003–2006            | The West Wing                                | Vicepresidente Bob Russell              | 21 Episodios |
| 2004                 | Pop Rocks                                    | Jerry "Dagger" Harden                   | Telefilm |
| 2004                 | Law & Order: Special Victims Unit            | Xander Henry                            | Episodio: "Brotherhood" |
| 2005                 | Kim Possible Movie: So the Drama             | Dr. James Possible                      | Voz, Telefilm |
| 2005                 | Wanted                                       | Teniente Conrad Rose                    | 13 Episodios |
| 2005                 | King of the Hill                             | Vance Gilbert                           | Voz, Episodio: "Harlottown" |
| 2006                 | That Guy                                     | Gary                                    | Episodio: "Pilot" |
| 2006                 | Company Town                                 | Martin Amberson                         | Episodio: "Pilot" |
| 2006                 | Arrested Development                         | Agente de la CIA                        | Episodio: "Exit Strategy" |
| 2007                 | The Dukes of Hazzard: The Beginning          | The Balladeer                           | Voz, Telefilm |
| 2007                 | Shark                                        | Christian Chambers                      | Episodio: "Blind Trust" |
| 2007                 | Supernatural                                 | Brad Redding                            | Episodio: "Hollywood Babylon" |
| 2008                 | Good Behavior                                | Dean West                               | Telefilm |
| 2008                 | 12 Miles of Bad Road                         | Jerry Shakespeare                       | 6 Episodios |
| 2008                 | Desperate Housewives                         | Wayne Davis                             | 6 Episodios |
| 2008                 | Psych                                        | Comandante Cameron Lutz                 | Episodio: "Gus Walks Into a Bank" |
| 2008–2010            | Entourage                                    | Andrew Klein                            | 12 Episodios |
| 2008–2011            | Chuck                                        | Jack Burton                             | 2 Episodios |
| 2009                 | The Cleaner                                  | Davis Durham                            | 2 Episodios |
| 2009                 | Numb3rs                                      | Shepard Crater                          | Episodio: "Hangman" |
| 2010                 | The Good Guys                                | Frank Savage                            | 2 Episodios |
| 2010                 | The Closer                                   | Mayor Edward Dorcet                     | Episodios: "War Zone" |
| 2010                 | Uncle Nigel                                  | Nigel                                   | Episodio: "Pilot" |
| 2010                 | Funny or Die Presents                        | Agente principal del FBI                | Episodio: "201" |
| 2010–2012            | The Penguins of Madagascar                   | Comisionado McSlade                     | Voz, 4 Episodios |
| 2010–2013            | Scooby-Doo! Mystery Incorporated             | Mayor Fred Jones Sr., Voces Adicionales | Voz, 21 Episodios |
| 2010–2016            | The Good Wife                                | Kurt McVeigh                            | 14 Episodios |
| 2011                 | True Blood                                   | Earl Stackhouse                         | Episodios: "She's Not There" |
| 2011                 | Curb Your Enthusiasm                         | Joe O'Donnell                           | Episodios: "The Divorce" |
| 2011                 | Ricochet                                     | Judge Cato Laird                        | Telefilm |
| 2011                 | Tagged                                       | James Percy                             | Episodio: "Pilot" |
| 2011                 | Pound Puppies                                | Slick                                   | Voz, Episodio: "I Never Barked for My Father" |
| 2011–2013 2016, 2019 | Suits                                        | Cameron Dennis                          | 10 Episodios |
| 2012                 | An Officer and a Murderer                    | Coronel Russell Williams                | Telefilm |
| 2012                 | Hart of Dixie                                | Dr. Ethan Hart                          | 2 Episodios |
| 2012                 | Scruples                                     | Royce Franklin                          | Episodio: "Pilot" |
| 2012                 | 30 Rock                                      | Roger                                   | Episodio: "Unwindulax" |
| 2012                 | Royal Pains                                  | Simon Braddock                          | Episodio: "Who's Your Daddy" |
| 2012                 | Wedding Band                                 | Jack                                    | Episodio: "We Are Family" |
| 2012                 | The List                                     | Inspector en Jefe Bob McKinnon          | Episodio: Pilot |
| 2012–present         | Bob's Burgers                                | Sargento Bosco                          | Voz, 12 Episodios |
| 2013–2019            | Veep                                         | Kent Davison                            | 55 Episodios Ganador — Screen Actors Guild Award for Outstanding Performance by an Ensemble in a Comedy Series (2017) Nominado — Primetime Emmy Award for Outstanding Guest Actor in a Comedy Series (2014) Nominado— Screen Actors Guild Award for Outstanding Performance by an Ensemble in a Comedy Series (2013–2016) |
| 2014                 | Phineas and Ferb                             | Director Lang                           | Voz, Episodio: "Doof 101" |
| 2014                 | The Legend of Korra                          | Sargento Dai Li, Millonario             | Voz, 2 Episodios |
| 2014–2015            | Archer                                       | Agente Especial Hawley                  | Voz, 6 Episodios |
| 2014, 2017           | The Tom and Jerry Show                       | Narrador                                | Voz, 6 Episodios |
| 2014–2017            | Penn Zero: Part-Time Hero                    | Brock Zero                              | Voz, 14 Episodios |
| 2015                 | Mr. Robinson                                 | Neville Rex                             | Episodio: "Flesh for Fantasy" |
| 2015                 | Rick and Morty                               | Doctor Alien                            | Voz, Episodio: "Interdimensional Cable 2: Tempting Fate" |
| 2015–2017            | F Is for Family                              | Rodger Dunbarton                        | Voz, 6 Episodios |
| 2016                 | Unforgettable                                | Clay Tendler                            | Episodio: "Bad Company" |
| 2016                 | Angel from Hell                              | Stephen Williams                        | Episodio: "Believe Me, Part 2" |
| 2016                 | We Bare Bears                                | CEO                                     | Voz, Episodio: "Fashion Bears" |
| 2016                 | Justice League Action                        | Black Adam                              | Voz, 2 Episodios |
| 2016                 | Angie Tribeca                                | Profesor Everett Lamereau               | Episodio: "Pilot" |
| 2016–2017            | Mercy Street                                 | James Green Sr.                         | 12 Episodios |
| 2017–2018            | Stretch Armstrong and the Flex Fighters      | Mark Armstrong                          | Voz, 10 Episodios |
| 2017–2022            | The Good Fight                               | Kurt McVeigh                            | 24 Episodios |
| 2018                 | The Venture Bros.                            | Profesor Von Helping                    | Voz, Episodio: "The High Cost of Loathing" |
| 2018                 | Harvey Birdman: Attorney General             | Harvey Birdman                          | Voz, Especial de television |
| 2018–2019            | Trolls: The Beat Goes On!                    | Sky Toronto                             | Voz, 12 Episodios |
| 2018–2019            | Chicago Fire                                 | Comisionado de Bomberos Carl Grissom    | 12 Episodios |
| 2019                 | Fam                                          | Freddy                                  | 7 Episodios |
| 2019                 | Love, Death & Robots                         | El Inspector                            | Voz, Episodio: "The Dump" |
| 2019–2021            | Mixed-ish                                    | Harrison Jackson III                    | 36 Episodios |
| 2019, 2022           | American Dad!                                | Ted Robinson                            | Voz, 2 Episodios |
| 2019–2022            | Big Mouth                                    | Edward MacDell                          | Voz, 7 Episodios |
| 2020                 | Star Trek: Lower Decks                       | Holograma de Leonardo da Vinci          | Voz, Episodio: "Crisis Point" |
| 2021                 | Q-Force                                      | Dirk Chunley                            | Voz, 10 Episodios |
| 2021–2022            | Inside Job                                   | Policía, Papa de Telecomedia            | Voz, 2 Episodios |
| 2021–present         | NCIS                                         | Alden Parker                            | Main role |
| 2022                 | NCIS: Hawaiʻi                                | Alden Parker                            | 3 Episodios |
| 2023                 | NCIS: Los Angeles                            | Alden Parker                            | Episodio: "A Long Time Coming" |
| 2023                 | Velma                                        | Lamont Rogers                           | Voz, Episodio: "The Candy (Wo)man" |
| 2023                 | White House Plumbers                         | Mark Felt                               | Episodio: "The Beverly Hills Burglary" |
| 2023                 | Waco: The Aftermath                          | Gordon Novel                            | 5 Episodios |
| 2023                 | Agent Elvis                                  | Richard Nixon                           | Voz, Episodio: "Maximum Density" |